# Fehr et Rougouchin
Fehr et Rougouchin war ein französischer Hersteller von Automobilen.

## Unternehmensgeschichte
Das Unternehmen aus Paris begann 1927 mit der Produktion von Automobilen. Der Markenname lautete FR. 1928 endete die Produktion.

## Fahrzeuge
Das einzige Modell war ein Dreirad, bei dem sich das einzelne Rad hinten befand. Für den Antrieb sorgte ein Zweizylinder-Zweitaktmotor von Hannisard mit 500 cm³ Hubraum.